# Rubén Darío Jaramillo Montoya
Rubén Darío Jaramillo Montoya (Santa Rosa de Cabal, Risaralda, Colombia, 15 de agosto de 1966) es un obispo católico y profesor colombiano. Fue nombrado el día 30 de junio de 2017 por el Papa Francisco como tercer Obispo de Buenaventura.

## Biografía
Nacido en el municipio de Santa Rosa de Cabal, el 15 de agosto de 1966. Sus padres son Pedro Luis Jaramillo y Elicenia Montoya. Tiene tres hermanos: Bernardo, Pedro Pablo y María Elena.
Hizo sus estudios básicos en su pueblo natal y posteriormente en 1985, al descubrir su vocación pastoral decidió ingresar en el Seminario Mayor María Inmaculada de Pereira. Allí en el seminario estuvo cursando los estudios filosóficos y teológicos, hasta que el día 4 de octubre de 1992 fue ordenado sacerdote. 
Desde que recibió su ordenación sacerdotal ha estado ocupando numerosos cargos pastorales durante años. Ejerció de vicario parroquial en el municipio de Santuario (1992 -1993); vicario parroquial en Apía (1993-1995); párroco de Villa Santana (1995 -1997); director del Secretariado Diocesano de Pastoral Social de Pereira (1997-1999); director de Cáritas Diocesana (2000-2006); Rector de la Universidad Católica de Pereira (2007-2009); rector del Colegio Diocesano monseñor Baltasar Álvarez Restrepo (2009-2010); párroco en la Parroquia Santa Teresita del Niño Jesús en Dosquebradas (2010-2011); ecónomo de la diócesis de Pereira (2011-2014); rector del Seminario Conciliar Inmaculada Concepción de María Santísima (2014-2016) y a partir de 2017 pasó a ser párroco de la Iglesia San Martín de Porres, rector encargado de la Universidad Católica de Pereira y miembro de los Consejos de Gobierno, Presbiteral, Económico, así como del Colegio de Consultores.
Además de ocupar todos estos cargos sacerdotales, también continuó con sus estudios, obteniendo en 2009 una Licenciatura en Enseñanzas religiosas por la Universidad Católica de Pereira y cursando estudios de especialización en Gerencia de Instituciones de Educación Superior en la Universidad Santo Tomás de Colombia en Bogotá.
El día 30 de junio de 2017 fue nombrado por el Papa Francisco como nuevo Obispo de la diócesis de Buenaventura, en sucesión de monseñor Héctor Epalza Quintero, P.S.S.
Recibió la consagración episcopal el 29 de julio, a manos del Obispo de Pereira "Monseñor" Rigoberto Corredor Bermúdez actuando como principal consagrante. Y como co-consagrantes tuvo al Arzobispo Metropolitano de Cali "Monseñor" Darío de Jesús Monsalve Mejía y a su predecesor en este cargo Héctor Epalza.
En febrero-marzo de 2021 diversos grupos criminales que operan en Buenaventura le amenazaron de muerte. La presencia de grupos armados vinculados a la droga ha disparado la violencia. Del puerto de Buenaventura zarpan submarinos cargados de droga con destino a Centroamérica, Estados Unidos y México. Ante esta situación, el prelado colombiano alzó la voz ante la presencia de grupos ilegales y relacionados con el narcotráfico. El 85% de la población de la diócesis es afroamericana, y el 13% mestiza.